# Peri, Mehedinți
Peri este un sat în comuna Husnicioara din județul Mehedinți, Oltenia, România.